# Nabi Kandi
Nabi Kandi – wieś w Iranie, w ostanie Azerbejdżan Zachodni, w szahrestanie Takab. W 2006 roku liczyła 1383 mieszkańców.